# Frolois
Frolois település Franciaországban, Meurthe-et-Moselle megyében. Lakosainak száma 713 fő (2022. január 1.). Frolois Bainville-sur-Madon, Méréville, Pierreville, Pulligny és Xeuilley községekkel határos.

## Népesség
A település népességének változása:
| Lakosok száma | 455  | 502  | 464  | 659  | 706  | 706  | 708  | 700  | 705  | 713  |
|               | 1968 | 1982 | 1990 | 2006 | 2013 | 2015 | 2017 | 2019 | 2020 | 2022 |